# 존 홀트 (작곡가)
존 홀트(John Holt, 1726년 3월 31일 ~ 1753년)는 영국의 작사가 겸 작곡가이자 성공회 성당 종지기였다.

## 이력
1745년 성공회 성당 종지기로 첫 입문한 그는 이후 잉글랜드 성공회 성가 작품들을 작사, 작곡하였다.